# Zapp (álbum)
Zapp es el álbum debut del grupo estadounidense de música funk Zapp, publicado el 28 de julio de 1980 por Warner Bros. Records. El estilo del álbum fue altamente similar a Parliament-Funkadelic, mientras que la banda se encontraba trabajando y a la vez era asesorada por ambos miembros de Parliament, George Clinton y Bootsy Collins durante la producción del álbum. El álbum fue producdi por el líder de Zapp, Roger Troutman y Bootsy. La familia Troutman de la banda Zapp tienen cercanía con la familia Collins, ambos son originarios de Ohio. Esta amistad se ve reflejada en la música de Zapp con la cual ganaron un contrato discográfico con Warner Bros. Records en 1979. Zapp fue grabado entre finales de 1979 y comienzos de 1980.

## Listado de canciones
- Lado A

| N.º | Título                     | Duración |  |
| 1.  | «More Bounce to the Ounce» | 9:25     |  |
| 2.  | «Freedom»                  | 3:48     |  |
| 3.  | «Brand New Player»         | 5:51     |  |

- Lado B

| N.º | Título         | Duración |  |
| 1.  | «Funky Bounce» | 6:46     |  |
| 2.  | «Be Alright»   | 7:52     |  |
| 3.  | «Coming Home»  | 6:34     |  |